# Étang de Saint-Aubin
L'étang de Saint-Aubin, alimenté par la Verzée, est un étang situé sur la commune française de Pouancé, dans le département de Maine-et-Loire.
Probablement antérieur au XIIe siècle, l'étang de Saint-Aubin sur 42 hectares, se divise en l'étang de Saint-Aubin, l'étang de Saint-Jacques et l'étang de Pouancé. Les alentours sont aménagés en 1977. L'étang de Saint-Aubin a été validé comme ZNIEFF en 2010.

## Géographie
Selon l'INPN, le site de l'étang de Saint-Aubin se compose de 80 % d'eaux douces, de 9 % de roselières, de 5 % des communautés amphibies, de 3 % de formations riveraines à saules et de 1 % de prairies humides eutrophes et de végétations aquatiques. Les abords de l'étang sont composés de prairies, de cultures, et de zones urbaines.

## Histoire
Dès le XIIe siècle, le prieuré de la Madeleine possède le droit de dîme de pêche sur les étangs de Pouancé. Au début du XIIIe siècle, le seigneur de Pouancé, Guillaume III, décide d'établir une digue sur la Verzée, créant ainsi l'étang de Pouancé, aux pieds du château médiéval. Une jetée est construite sur l'étang de Saint-Aubin afin de permettre aux paroissiens de Pouancé d'accéder à l'église paroissiale de Saint-Aubin de Pouancé. Cette levée est cependant souvent submergée.
En 1977, la commune de Pouancé aménage le plan d'eau en base nautique en y construisant une plage et un camping à proximité.

## Biodiversité
Selon l'INPN, l'étang de Pouancé héberge 23 espèces déterminantes : Erythromma viridulum pour les insectes, le campagnol amphibie et six espèces de chauve-souris, toutes protégées (le Murin de Daubenton, le Murin émarginé, le Grand murin, le Murin à moustaches, le Grand rhinolophe et le Petit rhinolophe). On y trouve également une présence faible de Bergeronnette des ruisseaux. 
Pour les végétaux, elle héberge Baldellia ranunculoides (protégée dans plusieurs régions françaises) et Gratiola officinalis (protégée au niveau national), Bidens cernua, Callitriche brutia, Cyperus fuscus, Damasonium alisma, Inula britannica, Leersia oryzoides, Littorella uniflora (protection nationale), Ludwigia palustris, Potamogeton gramineus, Pulicaria vulgaris, Torilis arvensis et Veronica scutellata.
Outre ces 23 espèces déterminantes, on recense également 183 autres espèces pour un niveau de prospection bon concernant les oiseaux, moyen pour les mammifères et les phanérogames, faible pour les amphibiens, reptiles et insectes, et inexistant pour les poissons, champignons, lichens et algues.